# Memorial Gusen

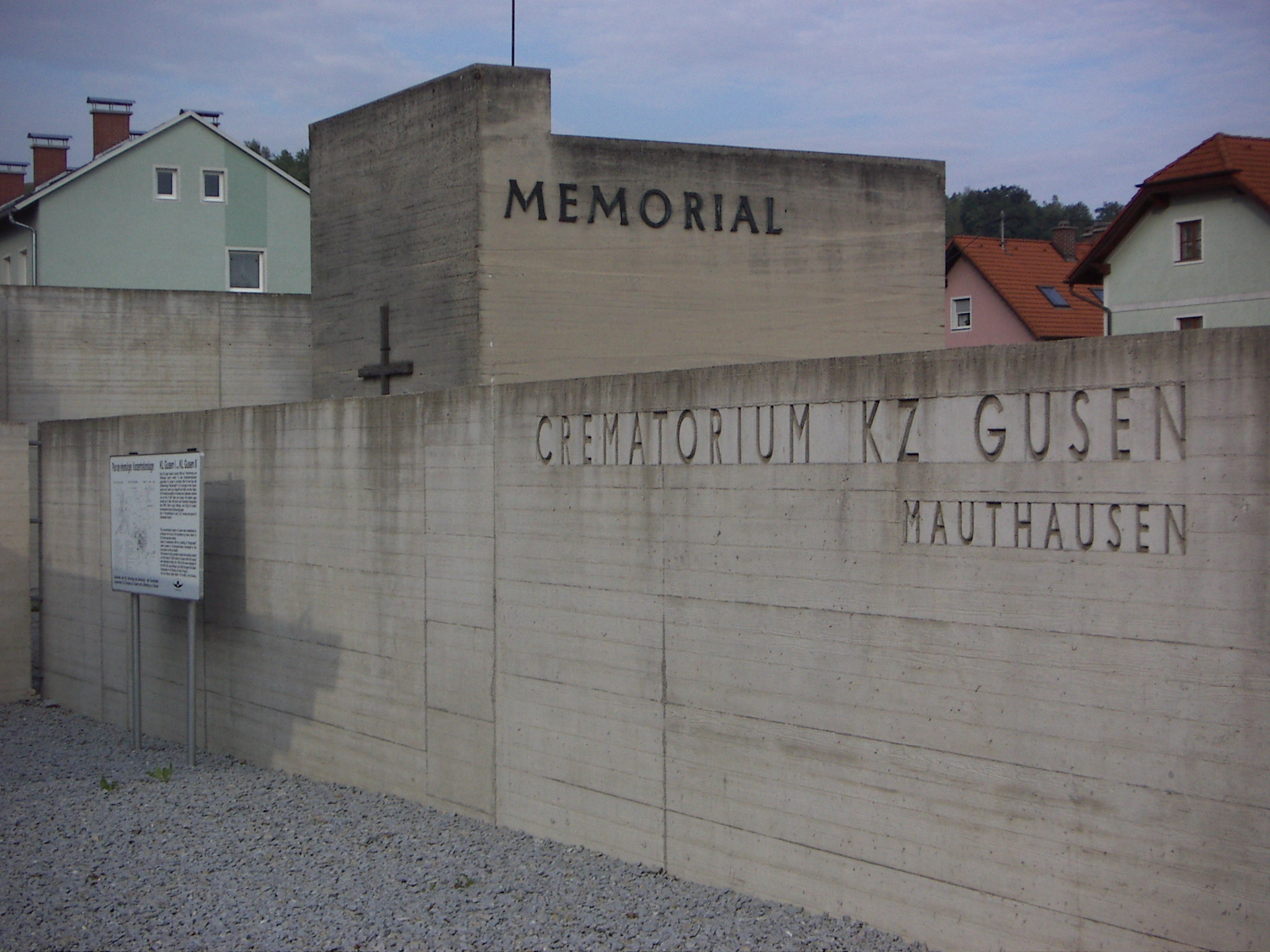
Memorial Crematorium KZ Gusen

Das Memorial Gusen in Gusen (Gemeinde Langenstein) im unteren Mühlviertel, unweit Mauthausen an der Donau, zählt zu den bedeutendsten Memorialbauten in Österreich. Es wurde in den Jahren 1961 bis 1965 nach dem Entwurf der bekannten Mailänder Architektengruppe BBPR über den erhaltenen gebliebenen Resten des Krematoriums des Konzentrationslagers Gusen auf private Initiative von Überlebenden der Konzentrationslager Gusen I, II und III aus Italien, Frankreich und Belgien aus Spendenmitteln errichtet. Die Ausführung wurde vom österreichischen Architekten Wilhelm Schütte betreut.

## Geschichte des Denkmals
Das Memorial Gusen wurde 1997 durch die Häftlingsorganisation Comité du Souvenir du Camp de Gusen an das österreichische Bundesministerium für Inneres übertragen und wurde von diesem 2001 erstmals renoviert. 2004 wurde auf Initiative des Personenkomitees Gusen das Besucherzentrum eingerichtet.
Das Memorial steht unter Denkmalschutz (Listeneintrag).

## Anlage
Der Memorialbau besteht aus einem um die ehemaligen Krematoriumsöfen errichteten Kubus, welcher unter Bezugnahme auf den in Resten heute ebenfalls noch bestehenden Steinbrecher der DEST in Gusen an die industrielle Dimension der Vernichtung von KZ-Häftlingen durch Arbeit erinnert. In diesem Kubus befindet sich eine Vielzahl sehr persönlicher Votivtafeln für Opfer der KZ Gusen. Der Kubus wird von einem sogenannten „Ehrenhof“ umschlossen, in welchem Gedenktafeln in verschiedenen Sprachen auf die mehr als 37.000 Opfer der Konzentrationslager von Gusen und das Faktum hinweisen, dass die ehemaligen hiesigen KZ die mörderischsten Konzentrationslager im System von Mauthausen waren.

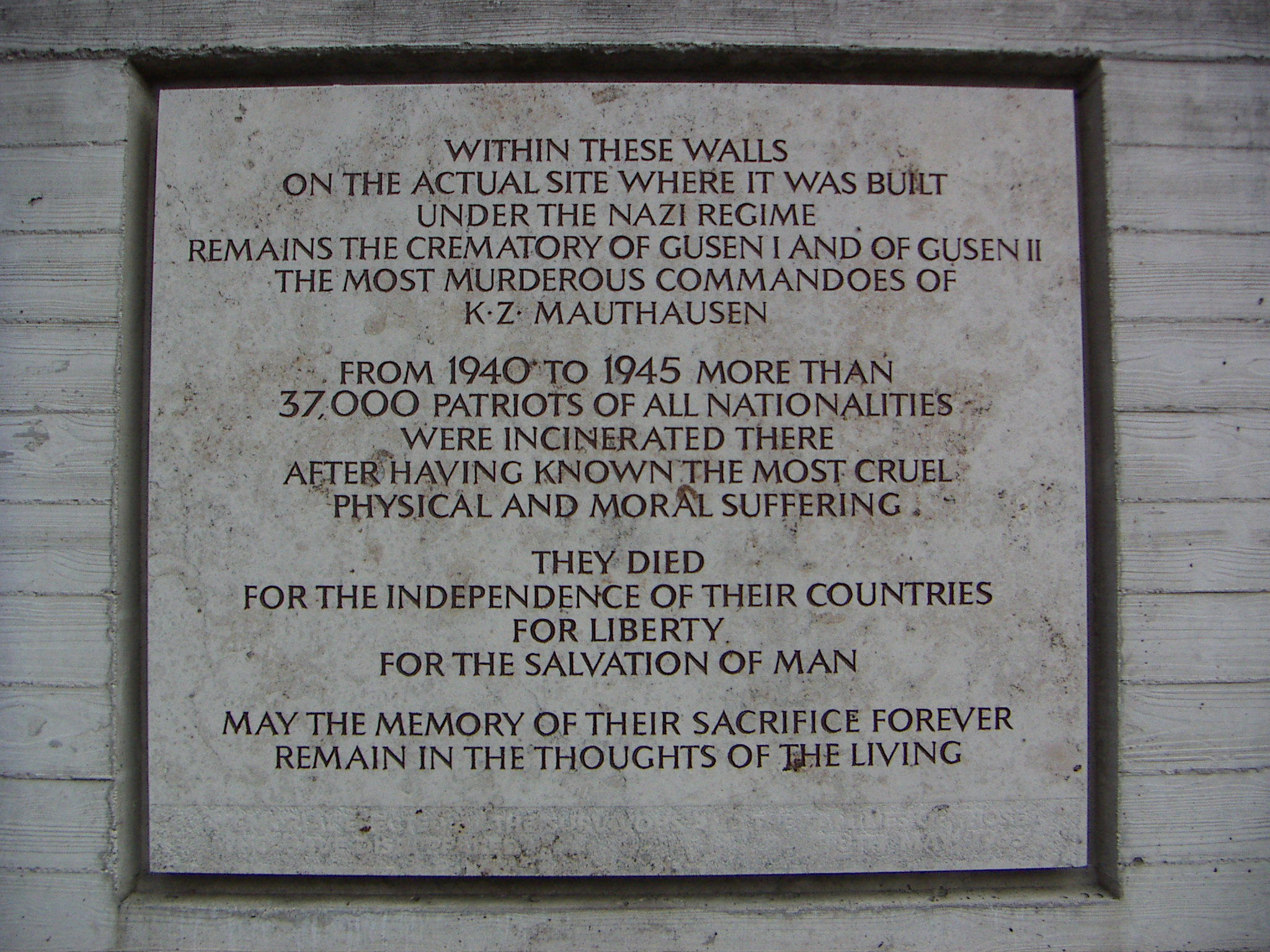
Inschriften in unterschiedlichen Sprachen erinnern an die Opfer der KL Gusen

Unter Bezugnahme auf die umfangreich im Umfeld der KZ Gusen angelegten unterirdischen Rüstungsfabriken des Großdeutschen Reiches „B8 Bergkristall“ und „Kellerbau“ wird dieser Ehrenhof nicht direkt betreten, sondern über ein angedeutetes Labyrinth, welches die Bezeichnung Letzter Weg der Märtyrer führt und die gitternetzartige Ausprägung der umfangreichen Stollenanlagen symbolisiert. Der Hinweis auf die großteils unterirdische Dimension des Häftlingseinsatzes in den KL Gusen wird auch durch die Verwendung des Werkstoffes Beton (anstatt Granit) unterstrichen. Der ursprüngliche Gedanke, den Memorialbau nur durch einen unterirdischen Zugang erreichbar zu machen, wurde von den Architekten der baulichen Einfachheit halber fallen gelassen.

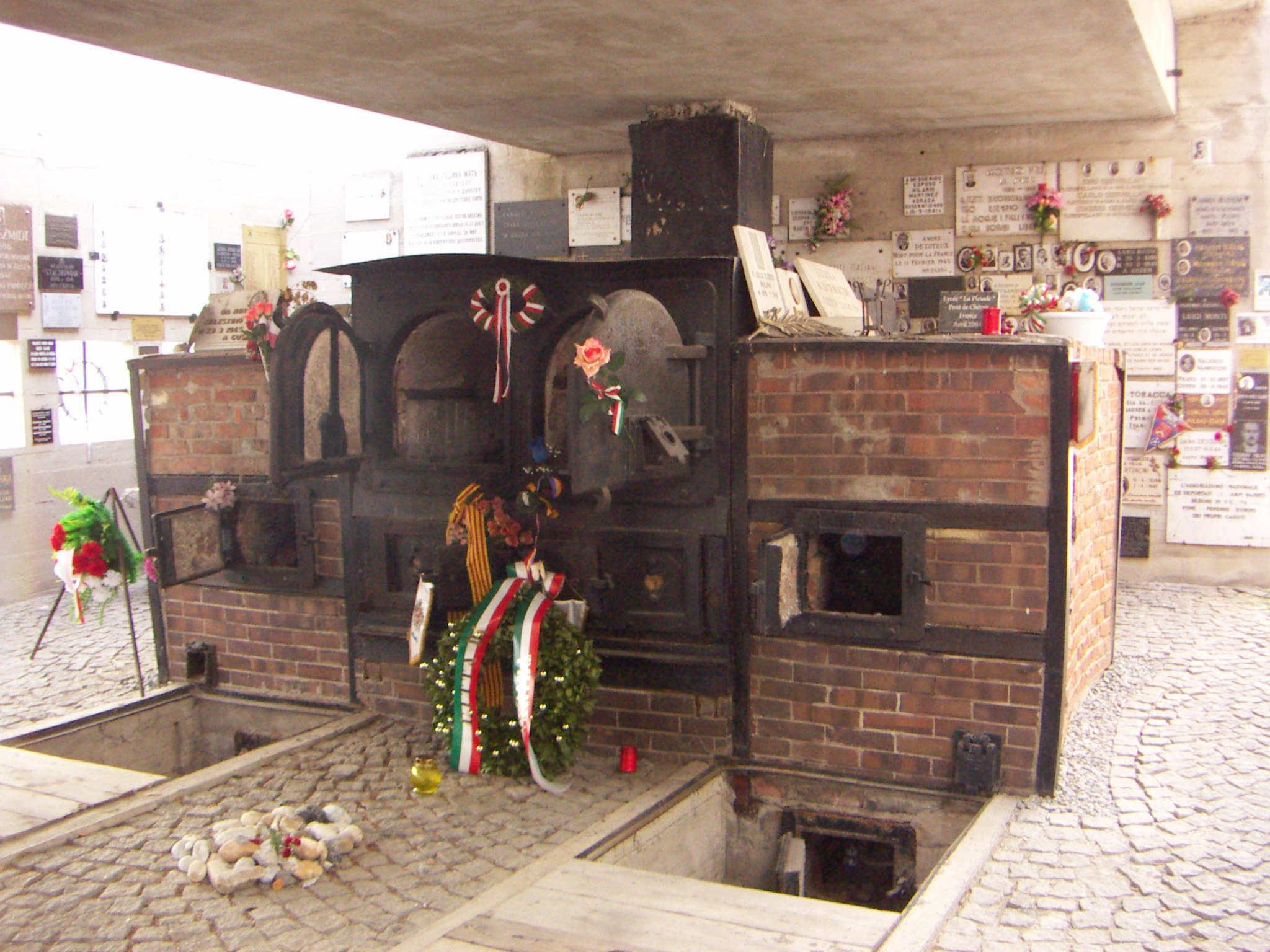
Der Doppelmuffelofen des ehemaligen Krematoriums bildet das Zentrum der Anlage

Ein am südlichen Eingang des Labyrinths gelegener Vorplatz führt zu Ehren des im KZ Gusen I zu Tode gefolterten oberösterreichischen Priesters Johann Gruber den Namen Papa Gruber Platz. Auf ihm findet jährlich um den 5. Mai eine Gedenkfeier statt. An diesem Tag wurden 1945 mit Hilfe des IKRK-Delegierten Louis Häfliger die Häftlinge der KZ Gusen und Mauthausen befreit. Auf diesem Vorplatz befindet sich neben einem Relief der ehemaligen KZ Gusen I & II auch ein Übersichtsplan, der die großflächige Ausdehnung der Arbeitskommandos der KZ Gusen zeigt. Außerdem steht hier ein von amerikanischen Befreiern im Jahr 2005 gestifteter Gedenkstein zu Ehren aller, die für die Befreiung Europas und im Holocaust ihr Leben gaben.

## Besucherzentrum Gusen
Im unmittelbar im Norden anschließenden Bereich errichtete das Bundesministerium für Inneres 2004 ein Besucherzentrum.

### Bauliche Eingriffe in das Memorial
Bei den Bauarbeiten wurden Reste der ehemaligen Krematoriumsbaracke freigelegt und in den von der Wiener Architektengruppe MSPH geplanten Neubau integriert. Den spiralförmig zu den Krematoriumsöfen führenden Zugangsbereich des Memorials begrenzt eine Umfassungsmauer. Um den Neubau mit dem Memorial zu verbinden, wurde diese durchbrochen und die ursprüngliche Zugangssituation verändert.

### Dauerausstellung Konzentrationslager Gusen 1939–1945
2004 bis 2005 richtete das Bundesministerium für Inneres im Besucherzentrum eine Dauerausstellung zur Geschichte des Konzentrationslagers Gusen ein. Das inhaltliche Konzept erstellte ein Kuratorenteam des BMI unter der konzeptionellen Beratung des Historikers Bertrand Perz.
Schwerpunkte sind die Themen Zwangsarbeit, Vernichtung und Befreiung. Ein eigener Bereich zeigt Aufnahmen, die den Bau des KZ-Lagers dokumentieren. Die Ausstellungsgestaltung von Bernhard Denkinger bezieht sich auf das Krematorium und die angrenzende Überbauung des ehemaligen KZ-Lagerbereiches.

### Besucherinformation
Es werden zwei Arten von begleiteten Rundgängen angeboten, sie sich mit der Geschichte des Konzentrationslagers Gusen und der Nachnutzung des ehemaligen Lagergeländes als Wohnsiedlung beschäftigen. Eine Anmeldung ist auch zum Besuch (in Gruppen oder als Einzelperson) des Audiowegs Gusen nötig, weil es keine fixe Vorort-Betreuung gibt, sondern der Standort Gusen vom Mauthausen Memorial mitbetreut wird.